# Prionapteron
Prionapteron là một chi bướm đêm thuộc họ Crambidae.